# Daša Žukovová
Darja Alexandrovna Žukovová, také Daša Žukovová (rusky Дарья Александровна Жукова) (*8. června 1981 Moskva) je ruská podnikatelka, milionářka, sběratelka moderního umění a bývalá modelka židovského původu.

## Životopis
Narodila se v Moskvě jako dcera Alexandra Radkina Žukova, který se po rozpadu Sovětského svazu stal známým podnikatelem. Po rozvodu rodičů se společně s matkou, mikrobioložkou Elenou Žukovovou, přestěhovala do Spojených států amerických, když jí bylo 10 let. Vystudovala slavistiku a slovanskou literaturu na Kalifornské univerzitě v Santa Barbaře, kterou dokončila v roce 2004. Od roku 2003 žila v Londýně, kde studovala homeopatii. Otec jí pořídil luxusní byt a na kapesné si studentka homeopatické medicíny přivydělávala jako modelka.
Příslušnice zlaté mládeže Darja úspěšně podnikala také v oděvním průmyslu. Se svou kamarádkou z dětství, dcerou hongkongského miliardáře Christinou Tang, založila módní značku Kova & T, která se díky Darjině snaze brzy rozšířila mezi celebritami. Darjiny oblečky si oblíbila třeba herečka Drew Barrymoreová, zpěvačka Rihanna nebo modelka Kate Mossová.
Když se stala manželkou ruského oligarchy Romana Abramoviče, vrátila se do Ruska a založila Muzeum současného umění Garage (Garage Museum of Contemporary art) v moskevském Gorkého parku. Jako zakladatelka muzea umění se zúčastnila několika výstav, mj. pražské bienále jí uspořádalo samostatnou výstavu. V roce 2012 časopis ArtReview umístil Dašu Žukovovou na 85. místo v žebříčku 100 nejvlivnějších postav světa umění.
V roce 2009 byla Žukovová jmenována šéfredaktorkou magazínu POP. V současné době je šéfredaktorkou známého módního magazínu Garáž.
Spolu s Romanem Abramovičem má syna Aarona a dceru Leah. Manželé se rozešli po deseti letech manželství, ale soused z britského panství Abramovičů tvrdí, že manželé se spolu nestýkali již před rozvodem, čemuž by napovídala skutečnost, že už od roku 2014 se spolu na fotkách objevují jen zcela sporadicky. Po rozvodu odcestovala zpět do Spojených států amerických, kde žije po boku celebrit.